# Google Pixel

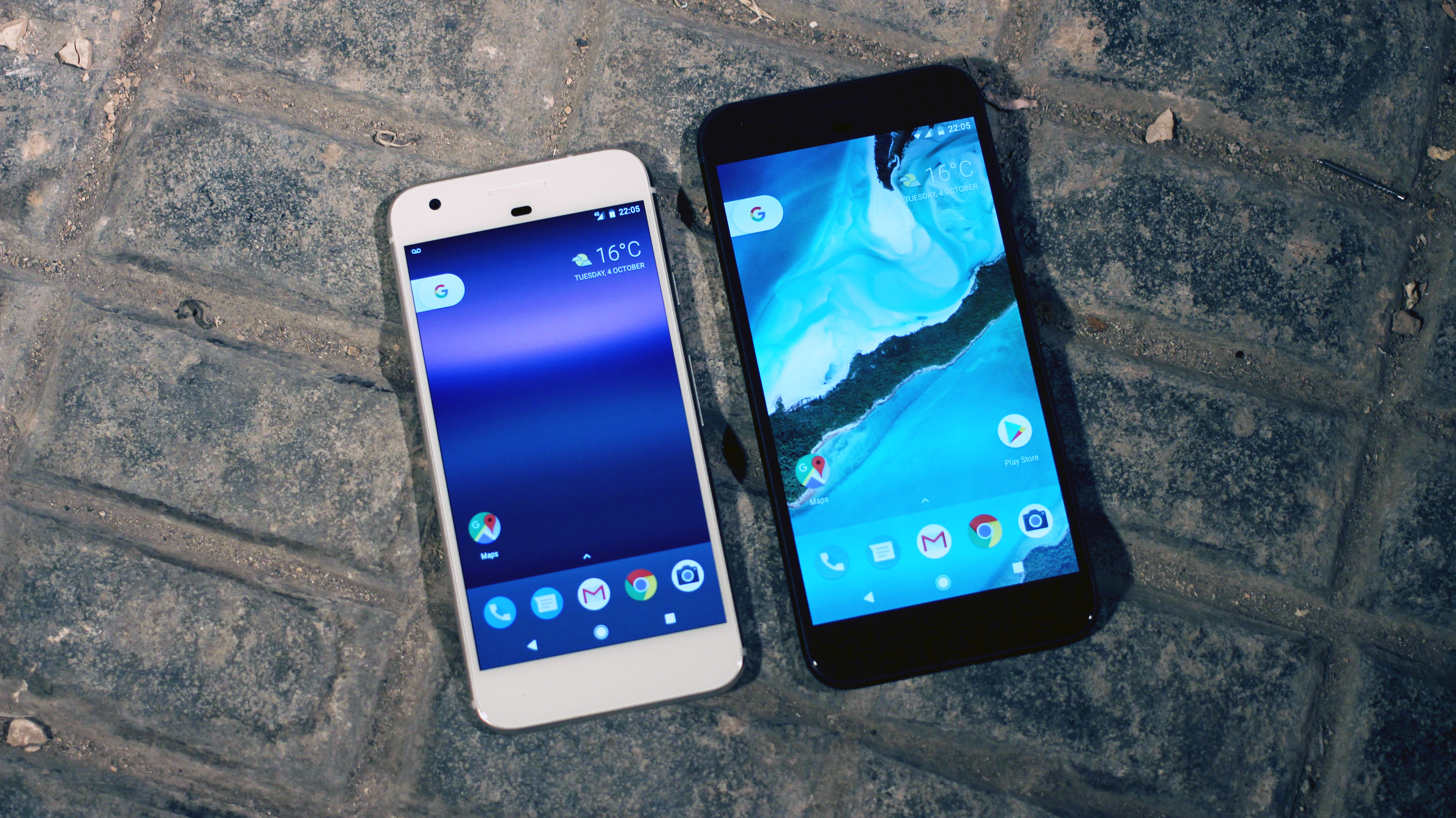
Pixel och Pixel XL.

Google Pixel är en produktfamilj från Google som använder Android eller Chrome OS som operativsystem. Produktfamiljen inkluderar surfplattan Pixel C, Chromebook Pixel datorer (bärbara) och smarttelefonerna Pixel och Pixel XL.
Google lanserade Pixel C den 29 september 2015, det är en surfplatta med tangentbord. Den 4 oktober 2016 presenterade Google Pixel och Pixel XL.
Google Pixel och Google Pixel XL lkan uppgraderas till Android 10. Men de får inte längre uppdateringar och support längre. Många mobiler av modellen Google Pixel och Google Pixel XL har slutat att få uppdateringar i oktober 2019.
2017 lanserades Google Pixel 2 och Google Pixel 2 xl. Både Google Pixel 2 och Pixel 2 XL kom med Android 8.0. Vad som innebar att de mobiler som kan uppdateras till Android 11 har fått fyra uppdateringar (Android 8.1, 9, 10 och 11)
2018 lanserades Google Pixel 3 och 3XL med Android 9, men många Pixel 3-enheter och Pixel 3 XL har fått Android 12. Till skillnad till de tidigare modellerna fick Pixel 3 och Pixel 3 XL bara 3 uppdateringar. Enligt Google så garanteras Säkerhetsuppdateringar för Pixel 3 och Pixel 3 XL ända tills Maj 2022. Pixel 3 XL är den enda modellen som har en skåra.
2019 lanserades Google Pixel 4 och 4. År 2019 släpptes också Google Pixel 3a som är en "Mid range phone".
År 2020 släpptes Google Pixel 4a och Pixel 4a 5G som båda är "mid range devices" samt Pixel 5 som är en "Flagship device". Pixel 4a är den första mobiltelefonen av Google som har en Punch-hole display. Dvs att kameran befinner sig inuti skärmen isolerad av ramarna som en ö.